# Désirée Ladwig
Désirée H. Ladwig (* 18. Dezember 1964) ist eine deutsche Ökonomin.

## Ausbildung und akademische Karriere
Désirée Ladwig besuchte das Gymnasium Harksheide in Norderstedt (Schleswig-Holstein). Sie studierte Betriebswirtschaft und Volkswirtschaft an der Universität Hamburg. Es folgten die Abschlüsse als Diplom-Kauffrau (1989) und als Diplom-Volkswirtin (1994).
In der Zeit von 1990 bis 1995 war Désirée Ladwig Wissenschaftliche Mitarbeiterin (WMA) am Institut für Personalwesen und Internationales Management der Helmut-Schmidt-Universität in Hamburg. Sie promovierte 1995 über das Thema  „Forschungs- und Entwicklungskooperationen in kleinen und mittleren Unternehmen – ein empirischer und konzeptioneller Beitrag zum Prozessmanagement von FuE-Kooperationen“ und wurde anschließend Wissenschaftliche Assistentin (WA). 2002 wurde sie an die SRH Hochschule Berlin berufen und zur Professorin auf Lebenszeit nach dem Berliner Hochschulgesetz ernannt. Dort war sie u. a. für die Leitung des Studiengangs Betriebswirtschaft und die Entwicklung von Masterstudiengängen verantwortlich. Seit 2008 ist sie an der Technische Hochschule Lübeck im Fachbereich Maschinenbau und Wirtschaft Professorin für ABWL, Internationales Management und Human Resource Management. Von 2011 bis 2016 entwickelte und leitete sie das Career Development Center (CDC) an der Technischen Hochschule Lübeck. Seit 2020 leitet sie zusammen mit Prof. Dr. André Drews das IEBD Institut für Business Development und Business Administration an der THL.

## Berufliche Praxis
Seit 1995 ist Ladwig als Unternehmensberaterin im Bereich Personal, Organisation und Unternehmensführung tätig. Sie hat eine Vielzahl von Beratungsprojekten in Wirtschaft und Öffentlicher Verwaltung zu Themen, wie Mitarbeiterbefragung, Personal- und Organisationsentwicklung, Strategieentwicklung, Unternehmens- und Führungsleitlinien, Arbeitszeitflexibilisierung/Mobilzeit und Laufbahnkonzepte durchgeführt.
Im Zeitraum 1997 bis 2000 hat Désirée Ladwig das internationale Expertennetzwerk „WorkLifeBALANCE“ der Europäischen Kommission (DGV) geleitet. Sie koordiniert die Community of Practice „genderdax“.
Ihre derzeitigen Forschungsschwerpunkte sind Arbeitswelt 4.0, Gender & Diversity Management, agile Organisationen, Schwarmkonzepte, Innovative Arbeits(zeit)modelle und Karrieremodelle/Fachlaufbahnen. Seit 2018 ist sie wissenschaftlicher Beirat der v.d.i. (van delph institute). Seit 2023 ist sie wissenschaftlicher Beirat der DGM (Deutsche Gesellschaft für Mentoring).

## Bücher (Auswahl)
- Cross Mentoring. Ein erfolgreiches Instrument organisationsübergreifender Personalentwicklung (Hrsg. zus. mit Michel E. Domsch und Florian C. Weber), Wiesbaden 2016.
- Fachlaufbahnen (Hrsg. zus. mit Michel E. Domsch), Köln 2011.
- Exit matters (Hrsg. zus. mit Jürgen Kunze und Michael Hartmann), Frankfurt a. M. 2011.
- Handbuch Mitarbeiterbefragungen (Hrsg. zus. mit Michel E. Domsch), Heidelberg et al., 3. Aufl. 2013.
- Gender Equality in Eastern European Countries – Chances and Perspectives of Highly Qualified Women in the Labour Market (hrsg. zus. mit Michel E. Domsch und Eliane Tenten), Frankfurt/M. 2003.
- Reconciliation of Family and Work in Eastern European Countries (hrsg. zus. mit Michel E. Domsch), Frankfurt/M. et al. 2000.
- F/E-Kooperationen im Mittelstand – Grundlagen für ein erfolgreiches Prozeßmanagement. Dissertation veröffentlicht in der Schriftenreihe „technologie / management“, Müller-Mehrbach, Heiner (Hrsg.), Wiesbaden 1996.
- Innovation durch Partizipation. Eine erfolgversprechende Strategie für den Mittelstand (zus. mit Michel E. Domsch und Sven H.A. Siemers), Band 14 der Schriftenreihe „Management von Forschung, Entwicklung und Innovation“, Brockhoff, K. und Domsch, M.E. (Hrsg.), Stuttgart 1995.
- Teilzeitarbeit für Führungskräfte. Eine empirische Analyse am Beispiel des hamburgischen öffentlichen Dienstes (zus. mit Michel E. Domsch, Klemens Kleiminger und Christiane Strasse), München und Mering 1994.